# Diệp Thư Hoa
Diệp Thư Hoa (Phồn thể: 葉舒華; Giản thể: 叶舒华; Bính âm: Yè Shūhuá; Hangul: 예슈화; Romaja: Yeh Shuhua hay Seop Soo-hwa; Thai: เย่ ชู-หฺวา; Katakana: イェ・シュファ; sinh ngày 6 tháng 1 năm 2000), thường được biết đến với nghệ danh Shuhua, là một nữ ca sĩ thần tượng người Đài Loan, thành viên của nhóm nhạc nữ đa quốc tịch (G)I-dle do Cube Entertainment thành lập và quản lý.

## Tiểu sử
Diệp Thư Hoa sinh ngày 6 tháng 1 năm 2000 tại khu Đào Viên, thành phố Đào Viên, Đài Loan, có bố là người Hẹ và mẹ là người Atayal. Cô từng theo học tại Trường Trung học Nghệ thuật Hwakang. Cô có thể nói thông thạo tiếng Hàn và tiếng Trung. Khi cô còn trẻ, xem các diễn viên trên TV khiến cô nghĩ đến việc trở thành một người nổi tiếng một ngày nào đó. Cô ấy luôn nói với các thành viên trong gia đình rằng cô ấy chắc chắn sẽ có mặt trên TV một ngày nào đó "Nếu tôi từng là một ngôi sao trên TV, tôi sẽ rất hạnh phúc, tôi sẽ rất hạnh phúc ~". Nghĩ rằng cô chỉ là một đứa trẻ, gia đình cô không nghĩ đến điều đó. Tuy nhiên, cô ấy đã hành động. Cô ấy thực hành một mình mỗi ngày, đắm mình trong trí tưởng tượng của khán giả ngồi trước mặt cô ấy trong khi diễn những tình huống khác nhau.
K-pop là thể loại bài hát nổi tiếng nhất ở Đài Loan sau đó. Shuhua đã biết nhiều hơn về K-pop khi cô tương tác với bạn bè của mình. Chơi và nhảy múa với bạn bè khiến cô ấy rất hạnh phúc. Mặc dù đó là một điều nhỏ, nhưng đó là thứ đã thay đổi ước mơ trở thành một diễn viên của cô trở thành ca sĩ. Khi còn học trung học cơ sở, Shuhua đặt ra mục tiêu để đi trên con đường trở thành ca sĩ. Tình cờ, cô nhìn thấy sân khấu của tiền bối HyunA và trở thành một fan hâm mộ ngay lập tức. Cô quyết định rằng cô phải trở thành một ca sĩ một ngày nào đó. Với ước mơ trở thành ca sĩ xinh đẹp, cô bước vào một trường nghệ thuật. Ca sĩ và diễn viên mà cô ấy thực sự thích tất cả được nghiên cứu trong các bộ phận của sân khấu, tôi do đó đã đi trên con đường tương tự như họ đã làm. Xem video khi đi học quá, tôi thường luyện vũ đạo mà tôi chưa từng học. Một ngày nọ, bạn của cô ấy nói "Hãy đi đến buổi thử giọng của Cube". Cô đi với họ chỉ vì tò mò nhưng sau đó đã được thông báo là đủ điều kiện. Tuy nhiên, đó không phải là một quyết định dễ dàng cho cô khi đi ra nước ngoài một mình khi còn nhỏ như vậy nhưng ý nghĩ không muốn hối hận đã mạnh hơn nỗi sợ. Để thực hiện ước mơ của mình, cô quyết định đến Hàn Quốc. Thật không dễ dàng để bắt đầu cuộc sống của cô ở Hàn Quốc đã không nhận được đến môi trường không quen thuộc ở đó, đánh giá hàng tháng, và thiếu khả năng đã cho cô rất nhiều áp lực. Cô không muốn bị bỏ lại phía sau, vì vậy cô ở lại công ty để thực hành một mình cho đến nửa đêm mỗi ngày. Khi ở một mình trong phòng tập, cô có thể hát và nhảy tự do, cô có thể khóc một mình bí mật khi cảm thấy buồn và không ai biết. Lần đầu tiên cô ấy nói với cô ấy sự bối rối với các thành viên của cô ấy, họ đã cho cô rất nhiều sự khích lệ và trải qua rất nhiều thăng trầm với cô ấy. Bây giờ, cô cảm ơn mình rất nhiều vì đã không từ bỏ.

## Sự nghiệp

### Trước khi ra mắt
Shuhua xuất hiện trong một video quảng cáo cho Rising Star Cosmetic vào tháng 6 năm 2017. Cô xuất hiện cùng với Yoo Seon-ho trong video âm nhạc "Pet 10 cm" vào tháng 9 năm 2017. Vào ngày 5 tháng 4, Cube Entertainment tiết lộ tên của nhóm nhạc nữ sắp tới của họ là "(G)I-DLE". Ảnh của Shuhua được phát hành vào ngày 10 tháng 4.

### 2018-nay: Thành viên của(G)I-DLE
Ngày 2 tháng 5 năm 2018, Shuhua trở thành thành viên của (G)I-DLE, nhóm ra mắt với đĩa đơn mở rộng đầu tiên, I Am với ca khúc chủ đề "Latata". Shuhua đảm nhận vai trò hát dẫn, visual và em út trong nhóm.

## Danh sách đĩa nhạc
Mọi hoạt động âm nhạc của Shuhua đều nằm trong danh sách đĩa nhạc của (G)I-DLE.

### Hợp tác
| Năm  | Tên                           | Nghệ sĩ                                          |
| ---- | ----------------------------- | ------------------------------------------------ |
| 2018 | "한걸음 (Follow Your Dreams)" | HyunA, Jo Kwon, BTOB, CLC, Pentagon, Yoo Seon-ho |
| 2018 | "Upgrade"                     | HyunA, Jo Kwon, BTOB, CLC, Pentagon, Yoo Seon-ho |
| 2018 | "Young & One"                 | HyunA, Jo Kwon, BTOB, CLC, Pentagon, Yoo Seon-ho |

## Danh sách video

### Quảng cáo
| Năm  | Chương trình         | Thành viên                         | Ghi chú         |
| ---- | -------------------- | ---------------------------------- | --------------- |
| 2017 | Rising Star Cosmetic | Chính cô (cùng với Yuqi và Minnie) | Video quảng cáo |

### Góp mặt trong các video âm nhạc
| Năm  | MV             | Nghệ sĩ     | Vai trò                 | Chú thích |
| ---- | -------------- | ----------- | ----------------------- | --------- |
| 2017 | "Pet"          | Yoo Seon-ho | Khách mời               |           |
| 2018 | "Latata"       | (G)I-DLE    | Thành viên của (G)I-DLE | –         |
| 2018 | "Hann (Alone)" | (G)I-DLE    | Thành viên của (G)I-DLE | –         |
| 2019 | "Senorita"     | (G)I-DLE    | Thành viên của (G)I-DLE | –         |
| 2019 | "Uh-Oh"        | (G)I-DLE    | Thành viên của (G)I-DLE | –         |
| 2019 | "LION"         | (G)I-DLE    | Thành viên của (G)I-DLE | –         |
| 2020 | "Oh My God"    | (G)I-DLE    | Thành viên của (G)I-DLE | –         |
| 2020 | "DUMDi DUMDi"  | (G)I-DLE    | Thành viên của (G)I-DLE | –         |
| 2021 | "Hwaa"         | (G)I-DLE    | Thành viên của (G)I-DLE | –         |
| 2022 | "Tomboy"       | (G)I-DLE    | Thành viên của (G)I-DLE | –         |
| 2022 | "Nxde"         | (G)I-DLE    | Thành viên của (G)I-DLE | –         |
| 2023 | "Allergy"      | (G)I-DLE    | Thành viên của (G)I-DLE | –         |
| 2023 | "Queencard"    | (G)I-DLE    | Thành viên của (G)I-DLE | –         |

## Các hoạt động khác

### Chương trình tạp kỹ
| Năm  | Tên                     | Tập     | Đài               | Vai trò                     | Chú Thích |
| ---- | ----------------------- | ------- | ----------------- | --------------------------- | --------- |
| 2018 | After School Club       | 317     | Ariang            | Thành viên nhóm (G)I-dle    | [ 8 ]     |
| 2018 | Idol room               | 5;33    | JTBC              | Thành viên nhóm (G)I-dle    |           |
| 2018 | Simply K-Pop            | 314     | Ariang            | Thành viên nhóm (G)I-dle    |           |
| 2018 | Super TV2               | 6       | XtvN              | Thành viên nhóm (G)I-dle    |           |
| 2019 | Five Actors             | 8       | MBN               | Diễn viên                   |           |
| 2019 | Idol room               | 41;46   | JTBC              | Thành viên nhóm (G)I-dle    |           |
| 2019 | Idol League             |         | STATV             | Thành viên nhóm (G)I-dle    |           |
| 2019 | Weekly Idol             | 413     | MBC               | Thành viên nhóm (G)I-dle    |           |
| 2019 | Immortal Song 2         | 424     | KBS               | Thành viên nhóm (G)I-dle    |           |
| 2019 | School Attack           | 9       | SBS               | Thành viên nhóm (G)I-dle    |           |
| 2020 | Knowing Bros            | 213;214 | JTBC              | Thành viên nhóm (G)I-dle    |           |
| 2020 | Idol Cafe               |         | Seezn Original    | Thành viên nhóm (G)I-dle    |           |
| 2020 | Weekly Idol             | 458     | MBC               | Thành viên nhóm (G)I-dle    |           |
| 2020 | After School Club       | 433     | Ariang            | Thành viên nhóm (G)I-dle    |           |
| 2020 | Idol Workshop           | 1-5     | U+ Idol Live      | Thành viên nhóm (G)I-dle    |           |
| 2020 | Idol Picknic            | 14-15   | U+ Idol Live      | Thành viên nhóm (G)I-dle    |           |
| 2020 | Life Co LTD             | 1       | Lifetime          | Thành viên nhóm (G)I-dle    |           |
| 2021 | Weekly idol             | 494     | MBC               | Thành viên nhóm (G)I-dle    |           |
| 2021 | Idol League 3           |         | STATV             | Thành viên nhóm (G)I-dle    |           |
| 2021 | Naver Now - Gossip Idle | 1-3     | Naver             | Thành viên nhóm (G)I-dle    |           |
| 2021 | K-pop Evolution         | 1       | YouTube Originals | Thành viên nhóm (G)I-dle    |           |
| 2021 | Mr. Playerpintoo        |         |                   | Khách mời                   |           |
| 2022 | Kang Hye Won            | 4       | YouTube           | Khách mời                   |           |
| 2023 | Workdol                 |         | Workman           | MC chính                    |           |
| 2023 | EUNCHAE StarDairy       | 9       | KBS Kpop          | Khách mời                   |           |
| 2023 | 오지구영                |         | M2                | Khách mời (Cùng với Minnie) |           |

### Họa báo
| Tên tạp chí  | Quốc gia/ khu vực | Thời gian phát hành | Chú thích                        |
| Năm 2020     | Năm 2020          | Năm 2020            | Năm 2020                         |
| ------------ | ----------------- | ------------------- | -------------------------------- |
| marie claire | Hàn Quốc          | Tháng 5             | Cùng với Miyeon                  |
| BEAUTY+      | Hàn Quốc          | Tháng 10            |                                  |
| Singles      | Hàn Quốc          | Tháng 12            | Cùng với Soo-jin                 |
| Năm 2022     |                   |                     |                                  |
| BEAUTY+      | Hàn Quốc          | Tháng 5             |                                  |
| SUDSAPDA     | Thái Lan          | Tháng 10            | Cùng với Yuqi                    |
| GQ KOREA     | Hàn Quốc          | Tháng 11            | Cùng với Miyeon                  |
| W KOREA      | Hàn Quốc          | Tháng 11            | Cùng với Minnie                  |
| marie claire | Hàn Quốc          | Tháng 12            |                                  |
| Năm 2023     |                   |                     |                                  |
| MAPS         | Hàn Quốc          | Tháng 1             |                                  |
| SPOTLiGHT    | Trung Quốc        | Tháng 2             |                                  |
| marie claire | Hàn Quốc          | Tháng 3             | Cùng với Yuqi                    |
| marie claire | Đài Loan          | Tháng 4             |                                  |
| marie claire | Hàn Quốc          | Tháng 7             | Cùng với các thành viên (G)I-DLE |
| DAZED        | Hàn Quốc          | Tháng 7             |                                  |
| COSMOPOLITAN | Hàn Quốc          | Tháng 9             |                                  |

### Quảng cáo
| Doanh nghiệp | Thương hiệu | Phân loại | Vai trò  | Chú thích |
| Năm 2023     | Năm 2023    | Năm 2023  | Năm 2023 | Năm 2023  |
| ------------ | ----------- | --------- | -------- | --------- |
| Olive Young  | Colorgram   | Beauty    | Muse     | [ 15 ]    |

### WORKDOL
| Ngày     | Đề mục | Vị trí   | Chú thích |
| Năm 2023 | Năm 2023 | Năm 2023 | Năm 2023  |
| -------- | --- | -------- | --------- |
| 21/5     | 알바 시작 전부터 급여 협상해버리는 신입ㅣ슈화ㅣ워크돌 (Người mới thương lượng lương ngay trước khi bắt đầu công việc bán thời gianㅣShuhuaㅣWorkdol) | MC chính |           |
| 25/5     | 알바 첫날 이 정도면 약과지ㅣK-디저트ㅣ워크돌ㅣ슈화 (Thế là đủ cho ngày đầu tiên đi làm thêmㅣK-dessertㅣWorkdolㅣShuhua) | MC chính |           |
| 1/6      | 1인 1닭 하지..마.. 치킨 튀기다 노랗게 지려버렸습니다...ㅣ치킨집ㅣ워크돌ㅣ슈화 (Một người, một con gà..đừng..gà rán chuyển sang màu vàng...ㅣChicken HouseㅣWorkdolㅣShuhua) | MC chính |           |
| 8/6      | 제 2의 (여자)아이들, 아이브, 뉴진스, NCT, 블랙핑크, 세븐틴...을 찾습니다 ㅣ캐스팅 매니저ㅣ워크돌ㅣ슈화 (Đi tìm (G)I-DLE, Ive, New Jeans, NCT, BLACKPINK, Seventeen...thứ 2ㅣCasting ManagerㅣWorkdolㅣShuhua)                                                                            | MC chính |           |
| 15/6     | 떡볶이집 알바.. 이게 맞아..? 서빙,청소,디제잉,메뉴개발....닭발 먹방(?)까지🔥ㅣ신당동 떡볶이ㅣ워크돌ㅣ슈화 (Công việc bán thời gian tại nhà hàng Tteokbokki.. đúng không..? Phục vụ, dọn dẹp, DJ, phát triển thực đơn... mukbang chân gà (?)🔥ㅣSindang-dong TteokbokkiㅣWorkdolㅣShuhua) | MC chính |           |
| 22/6     | 조교는 오늘 너희에게 무척 실망했다... GIDLE 민니와 동반 입대 아니고 알바🫡ㅣ군사학과ㅣ워크돌ㅣ슈화 (Hôm nay trợ giảng rất thất vọng với các bạn... GIDLE Minnie đồng hành cùng nhau chứ không phải làm thêm🫡ㅣCục quân sựㅣWorkdolㅣShuhua)                                             | MC chính |           |
| 29/6     | 오늘 ㅈ 될.. 재가 될 뻔했습니다.. K극한알바 무한리필 고깃집ㅣ갈빗집 ㅣ명륜진사갈비ㅣ워크돌ㅣ슈화 (Hôm nay, tôi sẽ trở thành một.. tôi gần như trở thành tro bụi..K bán thời gian cực khổ nhà hàng ăn thỏa sứcㅣGalbijipㅣMyeongryunjinsa GalbiㅣWorkdolㅣShuhua                          | MC chính |           |
| 6/7      | 시현하다 알바생들이 증명사진을 찍으면.....?은 미모 레전드 찍은 (여자)아이들 TJ 조합🐱🐰 ㅣ시현하다ㅣ워크돌ㅣ슈화, 미연 (Khi những người làm việc bán thời gian chụp ảnh ID...? (G)I-DLE TJ kết hợp ai đã chụp ảnh của một huyền thoại🐱🐰 ㅣExhibitㅣWorkdolㅣShuhua, Miyeon)            | MC chính |           |
| 13/7     | 간장게장 왤케 비싸요?! 극한직업에 나온 이유가 있었네..😇ㅣ간장게장ㅣ워크돌ㅣ슈화 (Vì sao cua ngâm tương lại đắt như vậy?! Có một lý do khiến tôi tham gia Công việc khắc nghiệt này..😇ㅣCua xì dầuㅣWorkdolㅣShuhua)                                                                    | MC chính |           |
| 20/7     | 찜질방 조지려다 지져짐🔥ㅣ찜질방ㅣ워크돌ㅣ슈화 (Tôi phát mệt với việc cố gắng làm jjimjilbang rồi 🔥ㅣJjimjilbangㅣWorkdolㅣShuhua) | MC chính |           |
| 27/7     | 개 크니깐 개 힘들다ㅣ대형견 목욕ㅣ워크돌ㅣ슈화 (Thật khó vì con chó toㅣTắm cho chó lớnㅣWorkdolㅣShuhua) | MC chính |           |
| 3/8      | 플러팅 하루에 OO번 받는다고요?! 친절좌 K-승무원ㅣ승무원ㅣ워크돌ㅣ슈화 (Bạn tán tỉnh OO lần một ngày?! Chỗ ngồi thân thiện K-phi hành đoànㅣThành viên phi hành doànㅣWorkdolㅣShuhua | MC chính |           |
| 10/8     | 극 I들의 대형마트 시식 코너 알바 ... 퇴근 마렵.. (feat. 엔하이픈 제이,성훈)ㅣ마트 (Công việc bán thời gian của bọn trẻ ở góc ăn thử của một siêu thị lớn... Ngay khi tôi chuẩn bị tan sở... (feat. Enhyphen Jay, Seonghoon)ㅣMart)                                                       | MC chính |           |
| 17/8     | 대감집 노비 해야 하는 이유ㅣSKTㅣ워크돌ㅣ슈화,미연 (Lý do bạn phải làm nô lệ ở nhà chủㅣSKTㅣWorkdolㅣShuhwa, Miyeon) | MC chính |           |
| 24/8     | 현직 아이돌의 코디 실력은? 찾으시는 옷 있으시면 말씀해 주세요~~ (feat.숙취)ㅣ편집샵ㅣPEERㅣ워크돌ㅣ슈화 (Kỹ năng phối hợp của các thần tượng hiện nay là gì? Nếu bạn đang tìm kiếm thứ gì đó, hãy cho tôi biết~~ (feat. Hangover)ㅣEdit ShopㅣPEERㅣWorkdolㅣShuhua)                     | MC chính |           |
| 31/8     | 알바 때려 칠까...?ㅣ워크돌ㅣ슈화, 미연, 민니, 엔하이픈 제이, 성훈, 유선호 (Tôi có nên kiếm một công việc bán thời gian không...?ㅣWorkdolㅣShuhua, Miyeon, Minnie, Enhypen Jay, Seonghoon, Yoo Seonho)                                                                                   | MC chính |           |